# Hank Ballard and the Midnighters
Hank Ballard and the Midnighters was een Amerikaanse band. Oprichter en frontman was Hank Ballard (Detroit, 18 november 1927 – Los Angeles,
2 maart 2003).
Hank Ballard werd geboren in de Amerikaanse staat Michigan, maar verhuisde als gevolg van de dood van zijn vader als kind al vroeg naar Bessemer in Alabama. Hij begon zijn carrière zoals zovelen in het lokale kerkkoor. Op 15-jarige leeftijd verhuisde hij terug naar Detroit en kreeg een baan bij Ford aan de lopende band.
Henry Booth en Charles Sutton richtten in die tijd de doowopgroep The Royals op, die in een bepaalde periode zelfs Jackie Wilson en toekomstige Four Top Levi Stubbs tot hun bandleden mochten rekenen. Uiteindelijk evolueerde de bezetting naar een bezetting met als vocalisten Lawson Smith en Sonny Woods, en Alonzo Tucker als gitarist. The Royals werden in 1952 ontdekt door Johnny Otis en tekenden een contract met Federal Records.
Toen Hank Ballard in 1953 Smith verving, veranderde de stijl in een wat ruigere R&B-variant. De eerste plaat met Ballard, die in datzelfde jaar werd opgenomen, was Get It, die een top 10-notering in de R&B-hitlijsten opleverde. Daarna de succesvolle hit Work With Me Annie. In die periode werd ook de naam in The Midnighters veranderd om verwarring met Five Royals te voorkomen. Ondanks het feit dat Work With Me Annie op de radio werd geboycot, steeg deze plaat tot in de top 20, waardoor de jukeboxpopulariteit bij het zwarte publiek alleen maar steeg. Het succes werd voortgezet met de opvolgers Annie Had a Baby (ook een R&B-charttopper) en Annie's Aunt Fannie en hun reputatie als 'gewaagde' band was definitief gevestigd. Work With Me Annie is een van de 500 titels uit de Rock and Roll Hall of Fame.
Desondanks bleek het succes van Work with me Annie moeilijk te evenaren, en de band bleef ruim 40 maanden zonder enige noemenswaardige hit, wat voor het nodige verloop zorgde. Lawson Smith nam de plaats van Sutton in en Norman Trasher verving Sonny Woods. Eerst kwam Arthur Porter, waarna Cal Green de gitaar van Alonzo Tucker overnam.
Toen Ballard in 1958 The Twist componeerde, probeerde hij het op Vee Jay Records uit te brengen, maar die zagen er niets in. Ook King, een sublabel van Federal Records, zag er niet meer in dan een redelijke B-kant, en het belandde uiteindelijk in 1959 op de R&B-comebackballade Teardrops on Your Letter. The Twist bleef echter niet onopgemerkt, en het was Dick Clark, gastheer van American Bandstand, die het onder de aandacht van Cameo-Parkway bracht. De toen nog onbekende Chubby Checker werd in 1960 in één klap een legende en de hit was de eerste die twee afzonderlijke keren een nummer 1-notering behaalde.
Ballard and the Midnighters pikten in datzelfde 1960 een graantje mee van het succes en scoorden hun eerste twee top 10-popsingles Finger Poppin' Time en Let's Go, Let's Go, Let's Go. Nog een paar R&B-hits in de geest van de The Twist volgden, waarna het weer stil werd rondom hen.
Ballard ging eind jaren '60 verder als soloartiest, en had bewonderaar James Brown als producer. Na een lange periode van afwezigheid werden The Midnighters midden jaren '80 opnieuw geformeerd, maar zonder veel succes.
Hank Ballard overleed in maart 2003 op 75-jarige leeftijd in zijn woonplaats Los Angeles aan de gevolgen van keelkanker.